# Aniba rosaeodora
Aniba rosaeodora oder Rosenholzbaum, auch wie manche andere Arten Rosenholz genannt, ist eine Pflanzenart aus der Gattung Aniba innerhalb der Familie der Lorbeergewächse (Lauraceae). Diese Art unterliegt dem Washingtoner Artenschutzabkommen.
Aniba rosaeodora und Aniba parviflora (Meisn.) Mez u. a. wie Aniba terminalis und Aniba panurensis, liefern Rosenholzöl und werden oft verwechselt. Aniba rosaeodora, der „echte Rosenholzbaum“, liefert allerdings das qualitativ bessere Öl.
In Brasilien wird Aniba rosaeodora auch als „Pau-rosa“ bezeichnet, allerdings wird diese Bezeichnung auch für einige andere Arten mit rotem Holz verwendet.

## Beschreibung
Alle Pflanzenteile riechen aromatisch.

### Vegetative Merkmale
Aniba rosaeodora wächst als immergrüner Baum und erreicht Wuchshöhen von bis zu 30 Metern. Der Stammdurchmesser beträgt normalerweise bis zu 70 Zentimeter, er kann aber einiges größer sein. Die gelblich-braune oder rötliche Borke ist dünn und schuppig.
Die wechselständig angeordneten Laubblätter sind in Blattstiel und -spreite gegliedert. Der Blattstiel ist relativ kurz und dicklich, bis zu 1,5 Zentimeter lang und rinnenförmig. Die leicht ledrige Blattspreite ist bei einer Länge von 7–20 Zentimetern sowie einer Breite von 3–6 Zentimetern elliptisch, lanzettlich bis verkehrt-eiförmig, –eilanzettlich mit bespitztem oder spitzem bis zugespitztem oberen Ende. Die Blattoberseite glänzend sowie kahl und die -unterseite ist fahl-grün und leicht papillös sowie schwach behaart. Die ganzen Blattränder sind leicht nach unten umgebogen.

### Generative Merkmale
Die Blütenstandsschäfte sind relativ dick. In end- oder achselständige, rispigen Blütenständen befinden sich viele kurz gestielte Blüten. Die relativ kleinen, zwittrigen Blüten sind behaart und orange-gelb. In zwei Kreisen sind jeweils drei abfallende Tepalen angeordnet. Die Staubblätter und Staminodien sind in vier Kreisen angeordnet, oft fehlt der vierte Kreis.
Die bei einer Größe von 2,5–3,5 Zentimetern ellipsoiden, bei Reife purpurfarbenen und kahlen Steinfrüchte oder Beeren sitzen in einem holzigen, napfförmigen Fruchtbecher und enthalten nur einen Samen.

## Taxonomie
Die Erstbeschreibung erfolgte durch Adolpho Ducke als Aniba rosaeodora Ducke in Rev. Bot. Appliq. 8 (1928) 845, publiziert in Arch. Jard. Bot. Rio de Janeiro 5 (1930) 109, t. 4, f. 5. Synonyme sind Aniba duckei Kosterm. und Aniba rosaeodora var. amazonica Ducke.

## Verbreitung
Aniba rosaeodora kommt in den nördlich tropischen Regenwaldgebieten Südamerikas vor.

## Inhaltsstoffe, Nutzung und Gefährdung
Das aus seinem rötlichen Holz gewonnene, seltene ätherische Öl (Rosenholzöl) enthält hauptsächlich Linalool. Es wird als Duftöl in Parfüms und in der Kosmetik verwendet. In Kosmetikprodukten wird es in der Liste der Inhaltsstoffe als ANIBA ROSAEODORA WOOD EXTRACT (INCI) aufgeführt.
Das wird Holz (Rosenholz, Pau Rosa, Bois de rose „femelle“) für die Herstellung von Essstäbchen und Möbeln verarbeitet. Aniba rosaeodora wird aufgrund der intensiven Nutzung als „stark gefährdet“ („endangered“) eingestuft. Seit 2010 ist diese Art im Anhang II des Washingtoner Artenschutzabkommens gelistet.